# Linsjötjärnarna (Överhogdals socken, Härjedalen, 690492-144029)
Linsjötjärnarna är en sjö i Härjedalens kommun i Härjedalen och ingår i Ljusnans huvudavrinningsområde.